# Маркус Вальц
Ма́ркус Ку́пер Вальц (ісп. Marcus Cooper Walz; *3 жовтня 1994, Оксфорд) — іспанський спортсмен-веслувальник англо-німецького походження. Народився в Оксфорді, батько — англієць, мати — німкеня. Родина оселилася на Майорці, коли Вальцу було 3 роки .
На міжнародних змаганнях виступає від початку 2010-х років. Брав участь у змаганнях на байдарках-одиночках на дистанції 500 м у Москві в 2014 році (бронзова медаль), на байдарках-двійках на дистанції 500 м у Мілані в 2015 році (срібна медаль). На Олімпійських іграх 2016 в Ріо-де-Жанейро взяв участь у змаганнях з веслування на байдарках-одиночках (дистанція 1000 м), де завоював золоту медаль.

## Виступи на Олімпіадах
| Олімпіада           | Дисципліна                     | Місце |
| ------------------- | ------------------------------ | ----- |
| Ріо-де-Жанейро 2016 | байдарки-одиночки, 1000 метрів | 1     |
| Токіо 2020          | байдарки-четвірки, 500 метрів  | 2     |
| Париж 2024          | байдарки-двійки, 500 метрів    | 4     |
| Париж 2024          | байдарки-четвірки, 500 метрів  | 3     |